# Phil Smith
Philip "Phil" Arnold Smith (San Francisco, California, 22 de abril de 1952-Escondido, California, 30 de julio de 2002) fue un jugador de baloncesto estadounidense que disputó 9 temporadas en la NBA. Medía 1,93 metros, y jugaba en la posición de base. Fue dos veces All Star.

## Trayectoria deportiva

### Universidad
Jugó durante 4 temporadas con los Dons de la Universidad de San Francisco. En su primer año, en el cual los novatos no competían en los torneos oficiales, promedió 16,7 puntos por partido. En sus tres siguientes temporadas lideró al equipo en anotación, con 15,0, 18,7 y 20,7 puntos por encuentro respectivamente, siendo elegido All-American en su año sénior, e incluido en las tres temporadas en el mejor quinteto de la West Coast Conference.
Los Dons consiguieron llegar a los cuartos de final del Torneo de la NCAA en 1974 y 1975, cayendo en ambas ocasiones ante UCLA, dirigidos por John Wooden. En el total de su carrera universitaria promedió 18,1 puntos y 5,1 rebotes por partido.
En 1973 fue elegido en la primera ronda del draft de la ABA por los Virginia Squires, pero prefirió continuar un año más y terminar sus estudios. Su camiseta con el número 20 fue retirada por su universidad el 17 de febrero de 2001, siendo uno de los únicos cinco jugadores de los Dons en recibir ese honor, siendo elegido ese mismo año uno de los 50 mejores jugadores de la historia de la WCC.

### Profesional
Fue elegido en el puesto 29 de la segunda ronda del Draft de la NBA de 1974 por Golden State Warriors. En su primera temporada, ayudó con 7,7 puntos por partido a su equipo en la consecución del título de Campeón de la NBA. En su segunda temporada, la 1975-76 se hizo con el puesto de base titular del equipo, llegando a ser el segundo máximo anotador de los Warriors, tras Rick Barry, promediando 20,0 puntos por noche. Su gran actuación le valió para ser elegido por primera vez para disputar el All Star de 1976, en el que anotó 7 puntos en 12 minutos de juego. Además, fue incluido en el segundo mejor quinteto de la liga y  en el segundo mejor quinteto defensivo.
Su tercera temporada en los Warriors fue la de su confirmación, realizando unos números similares a los del año anterior (19 puntos, 4 reboes y 4 asistencias por partido), lo que le valeron de nuevo para disputar el All Star. Jugó 3 temporadas más en California, siempre rindiendo a un gran nivel, aunque las lesiones le hicieron perderse un buen número de partidos en las dos últimas. En la temporada 1980-81 fue traspasado a San Diego Clippers, donde jugó año y medio antes de acabar en Seattle Supersonics, donde tras dos temporadas rindiendo por debajo de su nivel, tuvo que retirarse del baloncesto a causa de una lesión en el tendón de Aquiles.
En el total de su carrera profesional promedió 15,1 puntos, 3,9 asistencias y 3,0 rebotes por partido.

## Estadísticas de su carrera en la NBA
|  | Denota temporada en la que fue Campeón de la NBA |

### Temporada regular
| Año      | Equipo       | PJ  | PT | MPP  | %TC  | %3P  | %TL  | RPP | APP | ROB | TPP | PPP  |
| -------- | ------------ | --- | -- | ---- | ---- | ---- | ---- | --- | --- | --- | --- | ---- |
| 1974-75  | Golden State | 74  | –  | 14.3 | .476 | –    | .804 | 1.9 | 1.8 | .8  | .0  | 7.7  |
| 1975-76  | Golden State | 82  | –  | 34.1 | .477 | –    | .788 | 4.6 | 4.4 | 1.3 | .2  | 20.0 |
| 1976-77  | Golden State | 82  | –  | 35.1 | .479 | –    | .785 | 4.0 | 4.0 | 1.2 | .4  | 19.0 |
| 1977-78  | Golden State | 82  | –  | 35.9 | .472 | –    | .812 | 3.7 | 4.8 | 1.3 | .3  | 19.7 |
| 1978-79  | Golden State | 59  | –  | 38.8 | .501 | –    | .761 | 3.6 | 4.4 | 1.7 | .4  | 19.9 |
| 1979-80  | Golden State | 51  | –  | 30.4 | .474 | .318 | .789 | 2.9 | 3.7 | 1.2 | .3  | 15.5 |
| 1980-81  | San Diego    | 76  | –  | 31.3 | .491 | .222 | .757 | 2.1 | 4.9 | 1.1 | .2  | 16.8 |
| 1981-82  | San Diego    | 48  | 39 | 30.1 | .440 | .208 | .732 | 2.4 | 4.9 | .9  | .4  | 13.2 |
| 1981-82  | Seattle      | 26  | 2  | 22.9 | .468 | .000 | .727 | 2.7 | 2.8 | .8  | .3  | 8.2  |
| 1982-83  | Seattle      | 79  | 17 | 15.7 | .438 | .375 | .759 | 1.6 | 2.7 | .6  | .1  | 5.7  |
| Total    | Total        | 659 | 58 | 29.1 | .476 | .253 | .779 | 3.0 | 3.9 | 1.1 | .3  | 15.1 |
| All-Star | All-Star     | 2   | 0  | 20.0 | .450 | –    | .333 | 3.5 | 4.0 | .5  | .0  | 10.0 |

### Playoffs
| Año   | Equipo       | PJ | PT | MPP  | %TC  | %3P  | %TL  | RPP | APP | ROB | TPP | PPP  |
| ----- | ------------ | -- | -- | ---- | ---- | ---- | ---- | --- | --- | --- | --- | ---- |
| 1975  | Golden State | 16 | –  | 14.7 | .375 | –    | .625 | 1.8 | 1.9 | .6  | .4  | 6.4  |
| 1976  | Golden State | 13 | –  | 37.9 | .518 | –    | .734 | 4.7 | 4.6 | 1.6 | .5  | 24.0 |
| 1977  | Golden State | 10 | –  | 37.1 | .402 | –    | .800 | 5.0 | 4.5 | 1.4 | .4  | 14.2 |
| 1982  | Seattle      | 8  | –  | 11.5 | .400 | .000 | .333 | 1.0 | .9  | .6  | .1  | 3.1  |
| 1983  | Seattle      | 2  | –  | 9.5  | .500 | –    | –    | 1.5 | 0.5 | .0  | .0  | 3.0  |
| Total | Total        | 49 | –  | 24.7 | .453 | .000 | .719 | 3.1 | 2.9 | 1.0 | .4  | 12.0 |

## Fallecimiento
Smith falleció el 30 de julio de 2002 en el hospital Palomar Medical Center de la ciudad de Escondido, en California, a la edad de 50 años, víctima de un mieloma múltiple con el que venía luchando desde cinco años atrás. Dejó mujer y cinco hijos.